# José Luis Daza
José Luis Daza Narbona (Buenos Aires, 5 de julio de 1958) es un economista y político chileno-argentino Ejerce como viceministro de Economía de la Nación Argentina, desde el 9 de septiembre de 2024, durante la administración de Javier Milei.

## Biografía
Nació el 5 de julio de 1958, en Recoleta, barrio de la ciudad de Buenos Aires; donde su padre, el político chileno Pedro Daza, se desempeñaba como diplomático. Daza vivió en Argentina hasta los cinco años y luego residió en Chile un año. 

Pasó su adolescencia (durante diez años) en la ciudad rioplatense de  Montevideo, pero viajaba asiduamente a Buenos Aires a realizar compras y visitar a sus amigos de la infancia en su país natal, dónde forjó varias de sus amistades personales.
“Nací en Argentina hace 66 años, acá en la Clínica Otamendi, y viví hasta los cinco años. Luego, por un periodo chico, estuve en Chile, pero después mis padres se fueron a Uruguay, donde estuve hasta los 16. Después viví cinco años en Chile y nunca más volví...”. José Luis Daza, diario La Tercera de Chile, 20 de octubre 2024 
A los 16 años regreso a Chile, donde tiene parte de su familia, terminando sus estudios. Residió cinco años en Santiago y tras realizar carreras en la Facultad de Economía y Negocios de la Universidad de Chile, obtuvo la licenciatura en Economía, para posteriormente radicarse en Estados Unidos.
Realizó un doctorado en Economía en la Universidad de Georgetown, en Washington D. C.. En 1985 se muda a Tokio y vivió cuatro años, en 1989 volvió a EE. UU. En 2015 se casó en Nueva York con la economista venezolana Tania Reif.
Durante su vida ha vivido en diversos países, manteniendo un fuerte vínculo con Argentina y Chile. En EE. UU., donde vivía, y en Buenos Aires, Daza ha profundizado un grupo de amigos argentinos.  Es así como luego de residir aproximadamente 40 años en Nueva York, en agosto de 2024 regresó a vivir a Buenos Aires para desempeñarse como Viceministro de Economía (número dos de la cartera económica) de la Nación Argentina.

### Carrera financiera
Se desempeñó como asesor financiero del Banco Central de Chile en Asia, con base en Tokio y como asesor del directorio del Banco Interamericano de Desarrollo. Ocupó cargos en el Deutsche Bank, en el Integrated Finance Limited y en el JP Morgan Chase.Fue cofundador y CEO del fondo de cobertura QFR Capital Management, junto a Demian Reidel. Fue director de Integrated Finance Ltd. y Consejero de Políticas Públicas de  Libertad y Desarrollo.
Fuentes relacionadas con el mundo financiero de Wall Street indican que Daza habría sido elegido por los hijos de George Soros para la administración de los fondos familiares en estrategias macro, especialidad del patriarca familiar, tras la jubilación de éste. También su esposa, Tania Reif, trabajó previamente con George, y su hijo Robert Soros, en la firma Soros Fund Management.

### Carrera política

#### Asesor de candidato presidencial en Chile
Durante la elección presidencial de Chile de 2021, Daza trabajó como asesor económico en el equipo del candidato republicano José Antonio Kast en la segunda vuelta, quien terminaría perdiendo la elección ante Gabriel Boric. En 2021, el periódico chileno La Tercera reportó que Daza era una opción para el cargo de ministro de Hacienda de Chile en caso de que hubiese ganado Kast.

#### Viceministro de la Nación Argentina
Casi desde el comienzo de la Presidencia de Javier Milei, Daza colaboró con el equipo económico debido a su nacionalidad, identificación política y varias amistades personales que posee en su país natal, entre ellas Luis Caputo hace más de 30 años, a quien conoció por haber trabajado juntos en JP Morgan.
En junio de 2024 su nombre comenzó a ser citado y ese vínculo, que hasta ese momento había sido informal se concretó formalmente en septiembre de 2024, tras la renuncia de Joaquín Cottani, y fue designado como viceministro de Economía.

## Controversias
En 2024 cuestionó a economistas chilenos tras la aprobación de una reforma al sistema previsional, afirmando que “a diferencia de Argentina, en Chile hay muy poca gente que estudió y sabe de finanzas formales”, añadiendo que “prácticamente todos los economistas chilenos que conozco no saben nada de métodos ni práctica financiera: Nada!”.
Las declaraciones de Daza fueron contestadas por economistas chilenos de todo el espectro político, incluyendo al ministro de hacienda Mario Marcel, al exministro Harald Beyer, el economista Klaus Schmidt-Hebbel, y al expresidente del Banco Central José de Gregorio, quien fue especialmente crítico del argentino, señalando que “un funcionario público no puede hacer comentarios de analistas. Eso habla muy mal de él y de su trabajo, porque da la impresión que tiene tiempo de sobra”.
Tras las críticas generalizadas, Daza pidió disculpas, señalando que "“mi tweet arrogante no refleja la realidad” y que “hay muchísimos economistas chilenos a quienes admiro enormemente, respeto profundamente, y que saben mucho más que yo en todas las áreas, Merecidos los palos!”  El ministro Mario Marcel valoró la retractación de Daza.